# Championnat de Belgique de football de deuxième division 1921-1922
Navigation
saison précédente saison suivante
Cette page présente la huitième édition du championnat  Promotion (D2) belge.
Pour la première fois, le deuxième niveau national connaît une série avec 14 équipes. Trois des cinq promus sont relégués après une première expérience en séries nationales.
Le R. FC Liègeois loupe encore le coche en terminant encore un peu trop court derrière les deux promus en Division d'Honneur. Les deux lauréats sont Uccle Sport, relégué de la plus haute division la saison précédente, et Berchem Sport, qui devient le cinquième club de la Province d'Anvers à atteindre l'élite nationale.
Cette compétition est la première en "nationale" qui voit des derbies entre les deux principales équipes de la ville de Lierre, le Liersche et le Lyra. Ces deux cercles fusionneront en 1972.
- Le nom des clubs est celui employé à l'époque.

## Clubs participants
Quatorze clubs prennent part à cette édition, soit deux de plus que lors de la saison précédente.
| #  | Nom                             | Mat. | Ville    | Terrain                       | En D2 depuis (série) | Total en D2 | Saison précédente      |
| -- | ------------------------------- | ---- | -------- | ----------------------------- | -------------------- | ----------- | ---------------------- |
| 1  | Uccle Sport                     | 15   | Uccle    | ??                            | 1921-1922 (1re)      | 5 saisons   | Division d'Honneur 12e |
| 2  | Léopold Club de Bruxelles       | 5    | Uccle    | Parc Brugmann                 | 1919-1920 (3e)       | 3 saisons   | 9e                     |
| 3  | Sporting Club Courtraisien      | 19   | Courtrai | ??                            | 1911-1912 (6e)       | 6 saisons   | 10e                    |
| 4  | Football Club Liègois           | 4    | Rocourt  | stade Vélodrome               | 1913-1914 (4e)       | 6 saisons   | 4e                     |
| 5  | Stade Louvaniste                | 18   | Louvain  | ??                            | 1909-1910 (8e)       | 8 saisons   | 7e                     |
| 6  | Tilleur Football Club           | 21   | Ougrée   | site du Bois d'Avroy          | 1909-1910 (8e)       | 8 saisons   | 8e                     |
| 7  | Football club Bressoux          | 23   | Bressoux | ??                            | 1911-1912 (6e)       | 6 saisons   | 11e                    |
| 8  | Lyra Turn en Sportvereniging    | 52   | Lierre   | Lyrastadion, Mechelsesteenweg | 1913-1914 (4e)       | 4 saisons   | 5e                     |
| 9  | Berchem Sport                   | 28   | Berchem  | Grote Steenweg                | 1919-1920 (3e)       | 4 saisons   | 6e                     |
| 10 | Fléron Football Club            | 33   | Fléron   | ??                            | 1921-1922 (1re)      | 1 saison    | Séries inférieures     |
| 11 | Excelsior Football Club Hasselt | 37   | Hasselt  | ??                            | 1921-1922 (1re)      | 1 saison    | Séries inférieures     |
| 12 | Cercle Sportif La Forestoise    | 51   | Forest   | ??                            | 1921-1922 (1re)      | 1 saison    | Séries inférieures     |
| 13 | Boom Football Club              | 58   | Boom     | ??                            | 1921-1922 (1re)      | 1 saison    | Séries inférieures     |
| 14 | Liersche Sportkring             | 30   | Lierre   | Lispersteenweg                | 1921-1922 (1re)      | 1 saison    | Séries inférieures     |

| \| Liège · FC Bressoux · FC Liégeois · Tilleur FC · + · Fléron FC Berchem Sport Boom FC Lyra Lierse Courtrai Sports La Forestoise Léopold CB Uccle Sp. St. Louvaniste Exc. Hasselt Liège \| Localisation des clubs engagés en « Promotion 1921-1922 » |
| Liège · FC Bressoux · FC Liégeois · Tilleur FC · + · Fléron FC Berchem Sport Boom FC Lyra Lierse Courtrai Sports La Forestoise Léopold CB Uccle Sp. St. Louvaniste Exc. Hasselt Liège                                                                 |

### Localisation des clubs liégeois + Fléron
Les 3 cercles liégeois sont :
(16) FC Bressoux
FC Liégeois
Tilleur FC
+
Fléron FC

## Classement
Légende
- Champion & Promu en Division d'Honneur
- 2e montant en Division d'Honneur
- Barrages de maintien
- Relégation vers les séries inférieures

Abréviations
 : Relégué de Division d'Honneur 1920-1921

 : Promus des séries inférieures depuis la saison précédente 
| Rang | Équipe               | Pts | J  | G  | N | P  | Bp | Bc | Diff |
| ---- | -------------------- | --- | -- | -- | - | -- | -- | -- | ---- |
| 1    | UCCLE SPORT          | 42  | 26 | 17 | 8 | 1  | 50 | 19 | +31  |
| 2    | Berchem Sport        | 40  | 26 | 18 | 4 | 4  | 57 | 28 | +29  |
| 3    | R. FC Liégeois       | 35  | 26 | 15 | 5 | 6  | 49 | 25 | +24  |
| 4    | Liersche SK          | 35  | 26 | 15 | 5 | 6  | 51 | 26 | +25  |
| 5    | Stade Louvaniste     | 26  | 26 | 9  | 8 | 9  | 34 | 30 | +4   |
| 6    | Tilleur FC           | 26  | 26 | 9  | 8 | 9  | 50 | 50 | 0    |
| 7    | TSV Lyra             | 25  | 26 | 10 | 5 | 11 | 38 | 37 | +1   |
| 8    | FC Bressoux          | 23  | 26 | 9  | 5 | 12 | 39 | 40 | -1   |
| 9    | R. Léopold CB        | 21  | 26 | 9  | 3 | 14 | 46 | 58 | -12  |
| 10   | Excelsior FC Hasselt | 21  | 26 | 8  | 5 | 13 | 38 | 52 | -14  |
| 11   | CS La Forestoise     | 20  | 26 | 6  | 8 | 12 | 30 | 43 | -13  |
| 12   | Courtrai Sports      | 20  | 26 | 8  | 4 | 14 | 24 | 43 | -19  |
| 13   | Boom FC              | 17  | 26 | 5  | 7 | 14 | 38 | 62 | -24  |
| 14   | Fléron FC            | 13  | 26 | 4  | 5 | 17 | 23 | 55 | -32  |

## Déroulement de la saison

### Résultats des rencontres
Avec quatorze clubs engagés, 182 matches sont au programme de la saison.
| Résultats (▼dom., ►ext.)                                   | BER | BOO | BRE | COU | FLE | FOR | HAS | LEO | FCL | LIE | LOU | LYR | TIL | UCC |
| Berchem Sport                                              |     | -   | -   | -   | -   | -   | -   | -   | -   | -   | -   | -   | -   | -   |
| Boom FC                                                    | -   |     | -   | -   | -   | -   | -   | -   | -   | -   | -   | -   | -   | -   |
| FC Bressoux                                                | -   | -   |     | -   | -   | -   | -   | -   | -   | -   | -   | -   | -   | -   |
| SC Courtraisien                                            | -   | -   | -   |     | -   | -   | -   | -   | -   | -   | -   | -   | -   | -   |
| Fléron FC                                                  | -   | -   | -   | -   |     | -   | -   | -   | -   | -   | -   | -   | -   | -   |
| CS La Forestoise                                           | -   | -   | -   | -   | -   |     | -   | -   | -   | -   | -   | -   | -   | -   |
| Excelsior FC Hasselt                                       | -   | -   | -   | -   | -   | -   |     | -   | -   | -   | -   | -   | -   | -   |
| Léopold CB                                                 | -   | -   | -   | -   | -   | -   | -   |     | -   | -   | -   | -   | -   | -   |
| FC Liégeois                                                | -   | -   | -   | -   | -   | -   | -   | -   |     | -   | -   | -   | -   | -   |
| Liersche SK                                                | -   | -   | -   | -   | -   | -   | -   | -   | -   |     | -   | -   | -   | -   |
| Stade Louvaniste                                           | -   | -   | -   | -   | -   | -   | -   | -   | -   | -   |     | -   | -   | -   |
| TSV Lyra                                                   | -   | -   | -   | -   | -   | -   | -   | -   | -   | -   | -   |     | -   | -   |
| Tilleur FC                                                 | -   | -   | -   | -   | -   | -   | -   | -   | -   | -   | -   | -   |     | -   |
| Uccle Sport                                                | -   | -   | -   | -   | -   | -   | -   | -   | -   | -   | -   | -   | -   |     |
| - Victoire à domicile - Match nul - Victoire à l'extérieur |     |     |     |     |     |     |     |     |     |     |     |     |     |     |

## Récapitulatif de la saison
- Champion : Uccle Sport (2e titre en D2)
- Deuxième titre de "D2" pour la Province de Brabant.
- Deuxième promu: Berchem Sport.

| Région flamande (6)             | Région flamande (6) | Province de Brabant (4)      | Province de Brabant (4) | Région wallonne (4)    | Région wallonne (4) |
| ------------------------------- | ------------------- | ---------------------------- | ----------------------- | ---------------------- | ------------------- |
| Province d'Anvers               | 4                   | Région de Bruxelles-Capitale | 3                       | Province de Hainaut    | 0                   |
| Province de Flandre-Occidentale | 1                   | Province du Brabant flamand  | 1                       | Province de Liège      | 4                   |
| Province de Flandre-Orientale   | 0                   | Province du Brabant wallon   | 0                       | Province de Luxembourg | 0                   |
| Province de Limbourg            | 1                   |                              |                         | Province de Namur      | 0                   |

1. ↑  Au niveau footballistique, la province de Brabant est toujours unitaire malgré sa partition territoriale en 1995.

## Montée / Relégation
Champion, Uccle Sport gagne le droit de retourner parmi l'élite une saison après l'avoir quittée. Berchem Sport devient le cinquième club anversois à atteindre la plus haute division après l'Antwerp, le Beerschot et les deux équipes malinoises du Racing et du Football Club.
Le CS La Forestoise, le Boom FC et le Fléron FC redescendent après une saison. Courtrai Sport les accompagne en séries régionales après une présence de 11 saisons consécutives en nationales.
Promus depuis les divisions inférieures: White Star Woluwe AC, AS Herstalienne, CS Schaerbeek, AS Ostendaise.

## Débuts en séries nationales et en "D2"
Quatre clubs jouent pour la première fois dans les séries nationales du football belge. Ils sont les 40e, 41e, 42e et 42e clubs différents à y apparaître et les 25e, 26e, 27e et 28e différents au 2e niveau national.
- Liersche SK et Boom FC - 9e et 10e clubs anversois différents en D2 ;
- CS La Forestoise  - 13e club brabançon différent en D2 ;
- Fléron FC - 7e club de la liégeois différent en D2

## Divisions inférieures
À cette époque, les compétitions ne connaissent pas encore la même hiérarchie que celle qui est la leur de nos jours. C'est essentiellement après la Première Guerre mondiale que la pyramide va se constituer.
Depuis 1909-1910, sous les deux séries nationales (Division d'Honneur et Promotion), se déroulent des championnats régionaux. Les clubs sont regroupés par zones géographiques. Celles-ci ne tiennent pas toujours compte du découpage administratif des provinces, eu égard au petit nombre de clubs que connaissent certaines régions. Au fil des saisons, une hiérarchie de "Divisions" s'installe dans les différentes régions.
Des test-matches (appelés aussi barrages) sont organisés entre les vainqueurs de zones. À la fin d'un parcours, se compliquant au fil des saisons, les gagnants montent en Promotion.
Au fil des années, la montée vers la Promotion est déterminée par ces test-matches. Toutefois, un "principe d'élection" reste en vigueur pendant plusieurs saisons. Un « système de licence » bien avant l'instauration des fameux sésames actuels en quelque sorte.
Selon les régions (et selon les sources que l'on retrouve les concernant), les appellations Division 2 ou Division 3 sont courantes. Cela vient du fait que certaines séries régionales conservèrent le nom (Division 2) qu'elles portent avant la création de la  Promotion. En effet, avant cela leur vainqueurs de ces séries prenaient part au tournoi de fin de saison (appelé « Division 2 ») par zones géographiques et alors que le tournoi final regroupant les vainqueurs de zone s'appelle « Division 1 ». Localement d'autres séries sont considérées comme « Division 3 » et en portent le nom. 
Mais il est bon de savoir qu'à cette époque pour la Fédération belge, il n'y a donc que deux "divisions nationales".